# AFC Challenge Cup 2006
Der 1. AFC Challenge Cup wurde zwischen dem 1. und 16. April 2006 in Bangladesch ausgetragen. Dieses Turnier wurde noch nicht als Qualifikation für die Asienmeisterschaft gesehen. Deshalb qualifizierte sich Tadschikistan, als Sieger des Turniers, auch nicht für ein großes Turnier.

## Spielorte
Als Austragungsorte wurden zwei Stadien in zwei Städten ausgewählt:
| Stadt      | Stadion                      | Kapazität |
| ---------- | ---------------------------- | --------- |
| Dhaka      | Bangabandhu National Stadium | 36.000    |
| Chittagong | M. A. Aziz Stadium           | 30.000    |

## Spiele und Ergebnisse

### Vorrunde

#### Gruppe A
| Pl. | Land        | Sp. | S | U | N | Tore    | Diff. | Punkte |
| --- | ----------- | --- | - | - | - | ------- | ----- | ------ |
| 1.  | Indien      | 3   | 1 | 2 | 0 | 003:100 | +2    | 05     |
| 2.  | Taiwan      | 3   | 1 | 2 | 0 | 003:200 | +1    | 05     |
| 3.  | Philippinen | 3   | 0 | 2 | 1 | 002:300 | −1    | 02     |
| 4.  | Afghanistan | 3   | 0 | 2 | 1 | 003:500 | −2    | 02     |

|                             |   |             |     |
| 1. April 2006 in Chittagong |   |             |     |
| Indien                      | – | Afghanistan | 2:0 |
| Taiwan                      | – | Philippinen | 1:0 |
| 3. April 2006 in Chittagong |   |             |     |
| Afghanistan                 | – | Taiwan      | 2:2 |
| Philippinen                 | – | Indien      | 1:1 |
| 5. April 2006 in Chittagong |   |             |     |
| Indien                      | – | Taiwan      | 0:0 |
| Philippinen                 | – | Afghanistan | 1:1 |

#### Gruppe B
| Pl. | Land      | Sp. | S | U | N | Tore    | Diff. | Punkte |
| --- | --------- | --- | - | - | - | ------- | ----- | ------ |
| 1.  | Sri Lanka | 3   | 2 | 1 | 0 | 003:100 | +2    | 07     |
| 2.  | Nepal     | 3   | 1 | 1 | 1 | 004:300 | +1    | 04     |
| 3.  | Brunei    | 3   | 1 | 1 | 1 | 002:200 | ±0    | 04     |
| 4.  | Bhutan    | 3   | 0 | 1 | 2 | 000:300 | −3    | 01     |

|                             |   |           |     |
| 2. April 2006 in Chittagong |   |           |     |
| Nepal                       | – | Bhutan    | 2:0 |
| Sri Lanka                   | – | Brunei    | 1:0 |
| 4. April 2006 in Chittagong |   |           |     |
| Brunei                      | – | Nepal     | 2:1 |
| Bhutan                      | – | Sri Lanka | 0:1 |
| 6. April 2006 in Chittagong |   |           |     |
| Bhutan                      | – | Brunei    | 0:0 |
| Sri Lanka                   | – | Nepal     | 1:1 |

#### Gruppe C
| Pl. | Land        | Sp. | S | U | N | Tore    | Diff. | Punkte |
| --- | ----------- | --- | - | - | - | ------- | ----- | ------ |
| 1.  | Palästina   | 3   | 2 | 1 | 0 | 016:100 | +15   | 07     |
| 2.  | Bangladesch | 3   | 2 | 1 | 0 | 006:200 | +4    | 07     |
| 3.  | Kambodscha  | 3   | 1 | 2 | 0 | 004:600 | −2    | 05     |
| 4.  | Guam        | 3   | 0 | 0 | 3 | 000:170 | −17   | 0      |

|                        |   |             |      |
| 1. April 2006 in Dhaka |   |             |      |
| Bangladesch            | – | Kambodscha  | 2:1  |
| Palästina              | – | Guam        | 11:0 |
| 3. April 2006 in Dhaka |   |             |      |
| Guam                   | – | Bangladesch | 0:3  |
| Kambodscha             | – | Palästina   | 0:4  |
| 5. April 2006 in Dhaka |   |             |      |
| Palästina              | – | Bangladesch | 1:1  |
| 6. April 2006 in Dhaka |   |             |      |
| Kambodscha             | – | Guam        | 3:0  |

#### Gruppe D
| Pl. | Land          | Sp. | S | U | N | Tore    | Diff. | Punkte |
| --- | ------------- | --- | - | - | - | ------- | ----- | ------ |
| 1.  | Tadschikistan | 3   | 2 | 0 | 1 | 006:100 | +5    | 06     |
| 2.  | Kirgisistan   | 3   | 2 | 0 | 1 | 003:100 | +2    | 06     |
| 3.  | Pakistan      | 3   | 1 | 1 | 1 | 003:300 | ±0    | 04     |
| 4.  | Macau         | 3   | 0 | 1 | 2 | 002:800 | −6    | 01     |

|                        |   |               |     |
| 2. April 2006 in Dhaka |   |               |     |
| Kirgisistan            | – | Pakistan      | 0:1 |
| Tadschikistan          | – | Macau         | 4:0 |
| 4. April 2006 in Dhaka |   |               |     |
| Pakistan               | – | Tadschikistan | 0:2 |
| 6. April 2006 in Dhaka |   |               |     |
| Tadschikistan          | – | Kirgisistan   | 0:1 |
| Pakistan               | – | Macau         | 2:2 |
| 7. April 2006 in Dhaka |   |               |     |
| Macau                  | – | Kirgisistan   | 0:2 |

### Finalrunde
Im Viertel- und Halbfinale, im Spiel um Platz drei und im Finale wurde im K.-o.-System gespielt. Stand es bei den Spielen der Finalrunde nach der regulären Spielzeit von 90 Minuten unentschieden, kam es zur Verlängerung von zweimal 15 Minuten und eventuell (falls immer noch kein Sieger feststand) zum Elfmeterschießen.
| Viertelfinale | Viertelfinale | Viertelfinale |   |             | Halbfinale Chittagong, Dhaka | Halbfinale Chittagong, Dhaka | Halbfinale Chittagong, Dhaka |  |  | Finale Dhaka | Finale Dhaka | Finale Dhaka |
|               |               |               |   |             |                              |                              |                              |  |  |              |              |              |
| A1            | Indien        | 0             |   |             |                              |                              |                              |  |  |              |              |              |
| B2            | Nepal         | 3             |   |             |                              |                              |                              |  |  |              |              |              |
| B2            | Nepal         | 3             |   | Nepal       | 4                            |                              |                              |  |  |              |              |              |
| Chittagong    |               |               |   | Nepal       | 4                            |                              |                              |  |  |              |              |              |
|               |               | Sri Lanka     | 6 |             |                              |                              |                              |  |  |              |              |              |
| B1            | Sri Lanka     | Sri Lanka     | 6 | 3           |                              |                              |                              |  |  |              |              |              |
| B1            | Sri Lanka     |               |   |             |                              |                              |                              |  |  |              |              |              |
| A2            | Taiwan        | 0             |   |             |                              |                              |                              |  |  |              |              |              |
| A2            | Taiwan        | 0             |   | Sri Lanka   | 0                            |                              |                              |  |  |              |              |              |
|               |               |               |   | Sri Lanka   | 0                            |                              |                              |  |  |              |              |              |
|               |               | Tadschikistan | 4 |             |                              |                              |                              |  |  |              |              |              |
| C1            | Palästina     | Tadschikistan | 4 | 0           |                              |                              |                              |  |  |              |              |              |
| C1            | Palästina     |               |   |             |                              |                              |                              |  |  |              |              |              |
| D2            | Kirgisistan   | 1             |   |             |                              |                              |                              |  |  |              |              |              |
| D2            | Kirgisistan   | 1             |   | Kirgisistan | 0                            |                              |                              |  |  |              |              |              |
| Dhaka         |               |               |   | Kirgisistan | 0                            |                              |                              |  |  |              |              |              |
|               |               | Tadschikistan | 2 |             |                              |                              |                              |  |  |              |              |              |
| D1            | Tadschikistan | Tadschikistan | 2 | 6           |                              |                              |                              |  |  |              |              |              |
| D1            | Tadschikistan |               |   |             |                              |                              |                              |  |  |              |              |              |
| C2            | Bangladesch   | 1             |   |             |                              |                              |                              |  |  |              |              |              |

#### Viertelfinale
|                             |   |             |     |
| 8. April 2006 in Chittagong |   |             |     |
| Sri Lanka                   | – | Taiwan      | 3:0 |
| 9. April 2006 in Chittagong |   |             |     |
| Indien                      | – | Nepal       | 0:3 |
| 10. April 2006 in Dhaka     |   |             |     |
| Palästina                   | – | Kirgisistan | 0:1 |
| 11. April 2006 in Dhaka     |   |             |     |
| Tadschikistan               | – | Bangladesch | 6:1 |

#### Halbfinale
|                              |   |               |                      |
| 12. April 2006 in Chittagong |   |               |                      |
| Nepal                        | – | Sri Lanka     | 1:1 n. V., 3:5 i. E. |
| 13. April 2006 in Dhaka      |   |               |                      |
| Kirgisistan                  | – | Tadschikistan | 0:2                  |

#### Finale
| Tadschikistan                                          | Tadschikistan | Sri Lanka | Sri Lanka |
| ------------------------------------------------------ | --- | --- | --------- |
| Tadschikistan                                          | \| 16. April 2006 in Dhaka (Bangabandhu National Stadium) \| \| Ergebnis: 4:0 (2:0) \| \| Zuschauer: 2.000 \| \| Schiedsrichter: Hedayat Mombini ( Iran) \| | \| 16. April 2006 in Dhaka (Bangabandhu National Stadium) \| \| Ergebnis: 4:0 (2:0) \| \| Zuschauer: 2.000 \| \| Schiedsrichter: Hedayat Mombini ( Iran) \| | Sri Lanka |
| Tadschikistan                                          | Asliddin Habibullojew (69. Alexander Mukanin) – Subchon Chudschamow, Alexei Nematow, Naim Nossirow, Dschamoldin Ojew – Ibrohim Rabimow, Chursched Mahmudow (75. Schuchrat Dschabarow), Odil Ergaschew (77. Komil Saidow), Jussuf Rabijew – Numondschon Hakimow, Dschomichon Muhiddinow Cheftrainer: Scharif Nasarow | Sugath Dammika Thilakaratne – Dumidu Wasanthaka Hettiharachige, Fuard Kamaldeen, Rohana Ruwan Well Don, Mohamed Izzadeen Naufer, Arachchige Pradeep Kumara (65. Nisal Nilanga Kaluthanthrige), Dudley Lincoln Steinwall – Chathura Maduranga Weerasinghe, Rajitha Jayawilal Biyagama Acharige (86. Wellala Hettige Chathura Gunaratne) – Channa Ediri Bandanage (78. Chandradasa Karunaratne Galbodapayagalage), Kasun Jayasuriya Cheftrainer: Sampath Perera | Sri Lanka |
| Tadschikistan                                          | 1:0 Dschomichon Muhiddinow (1.) 2:0 Chursched Mahmudow (45.) 3:0 Dschomichon Muhiddinow (61.) 4:0 Dschomichon Muhiddinow (71.) | | Sri Lanka |
| Tadschikistan                                          | Alexei Nematow (13.), Odil Ergaschew (21.) | Dumidu Wasanthaka Hettiharachige (34.) | Sri Lanka |
| 16. April 2006 in Dhaka (Bangabandhu National Stadium) | | |           |
| Ergebnis: 4:0 (2:0)                                    | | |           |
| Zuschauer: 2.000                                       | | |           |
| Schiedsrichter: Hedayat Mombini ( Iran)                | | |           |

## Torjägerliste
8 Tore
- Fahed Attal

5 Tore
- Pradeep Maharjan

4 Tore
- Jussuf Rabijew